# Sequatchie County
Sequatchie County är ett administrativt område i delstaten Tennessee, USA, med 14 112 invånare. Den administrativa huvudorten (county seat) är Dunlap.

## Geografi
Enligt United States Census Bureau har countyt en total area på 689 km². 1 378 km² av den arean är land och 0 km² är vatten.

### Angränsande countyn
- Van Buren County - norr
- Bledsoe County - nordost
- Hamilton County - sydost
- Marion County - sydväst
- Grundy County - väst
- Warren County - nordväst